# Enrichetta Umicini Golini
Enrichetta Umicini Golini   (1890 - valor desconegut) fou una pianista i compositora italiana.
Fou una pianista d'un variat repertori i posseïa un gran domini de la tècnica del piano, estan dotada ensems de gran sentiment interpretatiu, que s'accentuava, sobretot, en les seves encertades interpretacions dels grans clàssics.
Com a compositora assolí també un lloc destacat, mereixen mencionar-se entre les seves principals obres:
- Nuova vita;
- Il carnevale di Firenze;
- Visioni;
- Fior di speranza;
- Non mi lasciar;
- La première inspiracion;
- Quando cadran la foglie, etc.